# Liste der Junioren-Europameister im Voltigieren
Die Junioren-Europameisterschaften im Voltigieren werden seit 2005 von der Internationalen Reiterlichen Vereinigung (FEI) ausgetragen.
Anders als die Europameisterschaften der Senioren fanden sie bis 2014 jedes Jahr statt, solange nämlich noch keine Weltmeisterschaften für Voltigierer der Leistungsklasse Junior veranstaltet wurden. 2015 wurden erstmals Weltmeisterschaften der Junioren ausgetragen – im Gegenzug in diesem Jahr keine Europameisterschaft –, und zwar von 5. bis 9. August im niederländischen Ermelo.
Bis 2007 waren die Junioren-Europameisterschaften ein ausschließlicher Mannschaftswettbewerb. Seit 2008 ist auch die Disziplin Einzelvoltigieren mit Damen- und Herren-Wettbewerben vertreten. Für die Mitglieder der Voltigiergruppen liegt das erlaubte Höchstalter bei 18 Jahren, Einzelvoltigierer müssen zwischen 14 und 18 Jahren alt sein. Weiters werden seit 2012 auch im Pas de deux Europameisterschaften für Junioren ausgetragen.
Seit 2022 wird im Zuge der Junioren-Meisterschaften auch die neue Kategorie der Young Vaulter für Sportler unter 21 Jahren ausgetragen.
| Jahr    | Austragungsort | Junioren Gruppe                      | Junioren Gruppe                 | Junioren Herren Einzel | Junioren Herren Einzel              | Junioren Damen Einzel               | Junioren Damen Einzel                      | Junioren Pas de Deux              | Junioren Pas de Deux              | Young Volters Herren Einzel | Young Volters Herren Einzel       | Young Volters Damen Einzel | Young Volters Damen Einzel              |
| Jahr    | Austragungsort | Land, Verein                         | Longenführer, Pferd             | Voltigierer            | Longenführer, Pferd                 | Voltigiererin                       | Longenführer, Pferd                        | PDD-Paar                          | Longenführer, Pferd               | Voltigierer                 | Longenführer, Pferd               | Voltigiererin              | Longenführer, Pferd                     |
| ------- | -------------- | ------------------------------------ | ------------------------------- | ---------------------- | ----------------------------------- | ----------------------------------- | ------------------------------------------ | --------------------------------- | --------------------------------- | --------------------------- | --------------------------------- | -------------------------- | --------------------------------------- |
| EM 2024 | Bern           | Deutschland RV Fredenbeck            | Gesa Bührig, Capitain Claus     | Sam Dos Santos         | Jinte Pierik, Doemaar               | Josephine Vedel Søndergaard Nielsen | Hanne Haagen Hansen, Tophoejs Geleto Lieto | Arne Heers / Mia Bury             | Sven Henze, Capitano              | Arne Heers                  | Sven Henze, Cleiner Onkel         | Mona Pavetic               | Sarah Kraus, Max                        |
| WM 2023 | Flyinge        | Deutschland RV Fredenbeck            | Gesa Bührig, Capitain Claus     | Sam Dos Santos         | Rian Pierik, Chameur                | Clara Ludwiczek                     | Klaus Haidacher, Domino                    | Giorgia Varisco / Greta Gemignani | Laura Carnabuci, Rosenstolz       | Philip Clement              | Lena Kalcher-Prein, Louis Bonheur | Alice Layher               | Andrea Blatz, Lambic Van Strokappeleken |
| EM 2022 | Kaposvár       | Schweiz Voltige Tösstal              | Corinne Bosshard, Kairo         | Bela Lehnen            | Alexandra Knauf, Formel 1 D.C.      | Anna Weidenauer                     | Maria Lehrmann, Chivas                     | Anna Weidenauer / Paul Ruttkovsky | Lena Kalcher-Prein, Louis Bonheur | Ruben Delaunay              | Yannick Kersulec, Orlof de Conde  | Alice Layher               | Andrea Blatz, Lambic Van Strokappeleken |
| WM 2021 | Le Mans        | Deutschland Juniorteam Ingelsberg    | Michelle Arcori, Elias          | Sam Dos Santos         | Rian Pierik, Chameur                | Anna Weidenauer                     | Maria Lehrmann, Chivas                     | Arne Heers / Lily Warren          | Sven Henze, Capitano              |                             |                                   |                            |                                         |
| EM 2018 | Kaposvár       | Deutschland Juniorteam RV Nordheim   | Andrea Blatz, Humphrey Bogart   | Gregor Klehe           | Alexander Hartl, Adlon 59           | Fabienne Nitkowski                  | Iris Schulten, Dantez                      |                                   |                                   |                             |                                   |                            |                                         |
| WM 2017 | Ebreichsdorf   | Deutschland Juniorteam RV Nordheim   | Andrea Blatz, Humphrey Bogart   | Juan Martin Clavijo    | Sandra Tronchet, Quiece D'Aunis     | Nicole Brabec                       | Manuela Barosch, Royal Salut               |                                   |                                   |                             |                                   |                            |                                         |
| EM 2016 | Le Mans        | Schweiz Team Montmirail              | Mirjam Degiorgi, Livanto CHA CH | Konstantin Näser       | Doris Marquart, Cyrano              | Mara Xander                         | Andrea Blatz, Luigi                        |                                   |                                   |                             |                                   |                            |                                         |
| WM 2015 | Ermelo         | Österreich Club 43                   | Karen Asmera, Darwin            | Juan Martin Clavijo    | Sandra Tronchet, Quiece D'Aunis     | Nicole Kirbisch                     | Manuela Barosch, Royal Salut               |                                   |                                   |                             |                                   |                            |                                         |
| EM 2014 | Kaposvár       | Österreich Club 43                   | Karen Asmera, Darwin            | Balázs Bence           | Claudia Petersohn, Emir Du Beaumont | Eva Nagiller                        | Gregor Stöckl, Wolke 7                     |                                   |                                   |                             |                                   |                            |                                         |
| EM 2013 | Ebreichsdorf   | Deutschland RSV Neuss-Grimlinghausen | Simone Lang-Wiegele, Remake     | Ramin Simon Rahimi     | Manuela Barosch, Royal Salut        | Daniela Fritz                       | Manuela Barosch, Royal Salut               |                                   |                                   |                             |                                   |                            |                                         |
| EM 2012 | Pezinok        | Deutschland RSV Neuss-Grimlinghausen | Simone Lang-Wiegele, Remake     | Ramin Simon Rahimi     | Manuela Barosch, Royal Salut        | Anais Kristofics-Binder             | Fritz Schandl, Alonso                      |                                   |                                   |                             |                                   |                            |                                         |
| EM 2011 | Le Mans        | Deutschland Juniorteam Hamburg       | Kurt Isensee, Ecestelli         | Thomas Brüsewitz       | Lars Hansen, Gustafsson             | Silvia Stoppazzini                  | Nelson Vidoni, Harley                      |                                   |                                   |                             |                                   |                            |                                         |
| EM 2010 | Stadl-Paura    | Österreich Club 43                   | Karen Asmera, Dionysos          | Thomas Brüsewitz       | Lars Hansen, Bobby                  | Daniela Fritz                       | Maria Lehrmann, Caramel                    |                                   |                                   |                             |                                   |                            |                                         |
| EM 2009 | Malmö          | Deutschland VV Ingelsberg            | Alexander Hartl, Arador 2       | Thorben Hoppe          | Myriam Pfeiffer, Lukas              | Sarah Kay                           | Irina Lenkheit, Guldenburg 9               |                                   |                                   |                             |                                   |                            |                                         |
| EM 2008 | Brno           | Deutschland TPZ Peiler-Hamm          | Jennifer Peiler, Letitia        | Tomas Sator            | Jan Tribula, Celtic Z               | Sarah Kay                           | Jennifer Peiler, Rouven                    |                                   |                                   |                             |                                   |                            |                                         |
| EM 2007 | Kaposvár       | Österreich VV Zillertal              | Jacqueline Helm, Viva Alegria   | ---                    | ---                                 | ---                                 | ---                                        |                                   |                                   |                             |                                   |                            |                                         |
| EM 2006 | München        | Deutschland Juniorteam KölNeuss      | Alexandra Knauf, Key West       | ---                    | ---                                 | ---                                 | ---                                        |                                   |                                   |                             |                                   |                            |                                         |
| EM 2005 | Brescia        | Österreich VG Wildegg                | Maria Lehrmann, Libretto        | ---                    | ---                                 | ---                                 | ---                                        |                                   |                                   |                             |                                   |                            |                                         |